# سینوو ماکودی لوند
سینوو ماکودی لوند (به نروژی: Synnøve Macody Lund؛ زادهٔ ۲۴ مهٔ ۱۹۷۶) هنرپیشه، روزنامه‌نگار، و پدیدآور اهل نروژ است.
از فیلم‌ها یا برنامه‌های تلویزیونی که وی در آن نقش داشته‌است می‌توان به دختری در تار عنکبوت، راگناروک ، اره ۱۰اشاره کرد.